# St. Augustine Shores
St. Augustine Shores es un lugar designado por el censo ubicado en el condado de San Juan en el estado estadounidense de Florida. En el Censo de 2010 tenía una población de 7.359 habitantes y una densidad poblacional de 631,69 personas por km².

## Geografía
St. Augustine Shores se encuentra ubicado en las coordenadas 29°48′19″N 81°18′43″O / 29.80528, -81.31194. Según la Oficina del Censo de los Estados Unidos, St. Augustine Shores tiene una superficie total de 11.65 km², de la cual 11.4 km² corresponden a tierra firme y (2.11%) 0.25 km² es agua.

## Demografía
Según el censo de 2010, había 7.359 personas residiendo en St. Augustine Shores. La densidad de población era de 631,69 hab./km². De los 7.359 habitantes, St. Augustine Shores estaba compuesto por el 94.66% blancos, el 2.28% eran afroamericanos, el 0.15% eran amerindios, el 1.16% eran asiáticos, el 0.01% eran isleños del Pacífico, el 0.48% eran de otras razas y el 1.26% pertenecían a dos o más razas. Del total de la población el 5.08% eran hispanos o latinos de cualquier raza.